# Patton (pel·lícula)
Patton és una pel·lícula estatunidenca dirigida per Franklin J. Schaffner estrenada el 1970 i doblada al català.

## Argument
És la història d'un gran home del Segle XX. El 1943 G.S Patton arriba a Tunísia, designat per Dwight D. Eisenhower per tal de prendre el comandament de les tropes americanes després del desastre de la batalla del Pas de Kasserine davant de l'Afrika Korps de Erwin Rommel. Aquesta pel·lícula descriu l'epopeia d'un general diferent als altres durant la Segona Guerra Mundial.
Aquest home apassionat per la història i creient en la reencarnació, segons ell havia nascut per lluitar. Temut pels alemanys, adulat per les seves tropes, i detestat pels seus competidors (sobretot pel mariscal Montgomery), Patton no tenia de fet més que un verdader adversari: ell mateix.

## Producció

### Preparació del guió
Des de 1953 es treballava per intentar fer una pel·lícula sobre la vida de Patton. Fins i tot els productors es dirigiren a la família de Patton a la recerca d'ajut per fer la pel·lícula. Els autors volien accedir als diaris de Patton, així com well as input dels membres de la família. Malgrat això, per una desafortunada coincidència, els productors contactaren amb la família l'endemà que Beatrice Ayer Patton, la vídua del general, hagués estat enterrada. Després d'aquesta trobada, la família es negà a donar cap assistència als productors de la pel·lícula.
Al final, els guionistes Francis Ford Coppola i Edmund H. North escrivissin el guió basant-se principalment en les biografies Patton: Ordeal and Triumph de Ladislas Farago i A Soldier's Story d'Omar Bradley.
Omar Bradley treballà com a consultor de la pel·lícula, tot i que l'extensió de la seva influència i de les seves aportacions al guió final és molt desconegut. Tot i que Bradley coneixia Patton personalment, també és ben conegut que tots dos eren totalment oposats pel que fa a la personalitat, i és evident arribar a la conclusió que Bradley menyspreava Patton tant personal com professionalment. Com que la pel·lícula es va fer sense accés als diaris de Patton, es basa molt en les observacions de Bradley i d'altres militars contemporanis quan s'intenta reconstruir els pensaments i els motius de Patton. En una entrevista, S.L.A. Marshall, que havia conegut tant a Patton com a Bradley, afirmà que "El nom de Patton té l'atracció de la imatge d'un camarada que, encara que no una caricatura, és la imatge d'un bufó victoriós a la recerca de la glòria... Patton era un enigma. Així es mostra a la pel·lícula... Napoleó una vegada va dir que l'art del general no és l'estratègia sinó com moldejar la naturalesa humana... Potser és el que el productor Frank McCarthy i el general Bradley, el seu conseller principal, estan intentant dir."

### L'inici
Patton comença amb Scott pronunciant el famós "Pep Talk" de Patton dirigit als membres del Tercer Exèrcit, amb una bandera dels Estats Units com a teló de fons. Coppola i North van rebaixar alguns mots i expressions en aquesta escena, per tal d'evitar que fos qualificada com a per majors de 17 anys: al monòleg inicial, el terme "fornicar" substitueix "follar" quan critica The Saturday Evening Post. A més, la veu greu i scratchy de Scott és totalment oposada a la veu aguda, nasal estrident de Patton, un punt assenyalat per l'historiador S.L.A. Marshall. Marshall també senyala que a la pel·lícula Patton diu moltes obscenitats; mentre que en realitat, Patton habitualment no era malparlat, i només feia servir paraulotes quan necessitava impressionar.
Quan Scott s'assabentà que la pel·lícula començaria amb el discurs, es negà a fer-ho, car creia que faria ombra a la resta de la seva actuació. El director Franklin J. Schaffner va assegurar-li que apareixeria al final. L'escena es rodà a l'escenari del teatre de l'Estació Aèria Naval de Los Alamitos, Califòrnia.
Totes les medalles i condecoracions que apareixen sobre l'uniforme de Patton al monòleg són rèpliques autèntiques de les que li havien estat concedides. Malgrat això, el general mai no les lluí totes en públic. Només va fer-ho en una ocasió, al seu porxo a Virgínia, a petició de la seva muller, que volia una foto amb totes les seves medalles. Els productors van fer servir una còpia d'aquesta foto per ajudar a recrear aquesta "imatge" per l'escena inicial. En canvi, els revòlvers Scott amb els poms d'ivori que llueix són realment els originals, deixats pel General George S. Patton Memorial Museum.

#### Discurs introductori i anàlisi
| « | «Ara, vull que recordeu que un nen malparit mai no ha guanyat una guerra morint per a la seva pàtria. La guanya procurant que el nen malparit del davant mori per a la seva pàtria. Senyors, totes aquestes imbecil·litats que heu pogut sentir sobre els Estats Units que no volen barallar-se - volent quedar-se fora del conflicte - no és més que un munt de purins. Als americans els agrada per tradició barallar-se. A tots els verdaders americans els agrada l'olor d'una batalla. Quan éreu xavals, tots admiràveu el campió sobre la seva base de llançament, el corredor més ràpid, els jugadors de futbol, els millors boxejadors. Els Americans estimen els guanyadors i no toleren mai els perdedors. Els Americans juguen sempre per guanyar. Ni tan sols no donaria un lloc a l'infern per a un paio que perd i se'n riu. Per això mai no han perdut els americans i no perdran mai una guerra, per la senzilla idea que perdre és insuportable per ells. Així, un exèrcit és un equip, viu, menja, dorm i es baralla com un equip. Aquesta qüestió de la individualitat no és més que un munt de bestieses. Tenim els millors aliments i el millor equip, el millor esperit, i els millors homes del món. Sabeu, Déu meu, que tinc tanmateix compassió per a aquests pobres fills de puta contra qui anirem a lluitar. Per Déu, en tinc. No ens conformarem amb només apuntalar aquests bastards, els arrencarem els budells i els farem servir per greixar les erugues dels nostres carros. Matarem aquesta colla de bastards ateus. Ara, sé que algunes de vosaltres us inquieteu per si tremolareu o no com gallines al combat. No us preocupeu per això. Us puc garantir que fareu el millor. Els nazis són els nostres enemics, foteu-los fora, feu córrer la seva sang, feu-los mossegar la pols. Quan poseu la mà en un munt de carn on un instant abans es trobava la cara del vostre millor amic, sabreu què fer. També hi ha una altra cosa de què vull que recordeu. No vull rebre el menor missatge que digui que mantenim les nostres posicions. No mantenim res en absolut. Deixem aquests bàrbars fer això. Avancem constantment i no estem interessats de mantenir res en absolut, exceptuat l'enemic. Els portarem per la punta del nas i donar-los una puntada de peu al cul. Els donarem una puntada de peu al cul tot el temps i farem que s'arrosseguin en la merda. Així, hi ha una cosa que podreu dir quan sereu de tornada a casa, i podreu agrair-ho a Déu. En trenta anys, quan estareu asseguts al racó del foc amb el vostre net sobre els genolls i quan us demanarà:"Què vas fer tu durant la Segona Guerra Mundial" ?, no haureu de respondre: "Bé, jo transportava purins a Louisiana". Ara, vet aquí, malparits, sabeu que penso i estaré orgullós de poder portar-vos a les batalles, a qualsevol lloc, en qualsevol moment. És tot » | » |

La pel·lícula pot ser analitzada com segueix: "Patton expressa aquest pensament secular en la mentalitat americana que serà posada al dia en ocasió de la polèmica sobre la intervenció al Vietnam, nascuda sobre els campus universitaris el 1968; en efecte, certs joves es negaran a anar al Vietnam i veuran el seu patriotisme posat en dubte, basant-se en aquesta tradició militar americana per primera vegada discutida de forma massiva." 

### Localitzacions
La major part de la pel·lícula es rodà a Espanya. Una escena, on Patton es dirigeix a les runes d'una ciutat antiga que es diu que és Cartago, es filmà a l'antiga ciutat de Volubilis, al Marroc. L'escena anterior, on Patton i Muhàmmad V estan presenciant una desfilada de tropes marroquines, inclosos els Goumiers, va ser rodada al Palau Reial de Rabat. La nit anterior es rodà sense avisar una escena de batalla, que aixecà temors d'un cop d'estat al Palau Reial veí. Un paracaigudista v quedar electrocutat als cables elèctrics, però res de tot això apareix a la pel·lícula. També es rodà una escena d'una dedicació d'un centre de benvinguda a Knutsford, Anglaterra, a la seva localització autèntica. Les escenes situades al nord d'Àfrica i a Sicília van ser rodades a Almeria, mentre que les escenes d'hivern a Bèlgica van ser rodades a Segòvia (on la producció es dirigí a correcuita quan s'assabentaren que havia nevat).
És notable que a l'escena en que Patton arriba per establir el seu comandament al nord d'Àfrica, una suposada dona àrab està venent "pollos y gallinas", en castellà, llengua que habitualment no és parlada pels tunisians, tot i que el nord del Marroc va ser un Protectorat espanyol entre 1912 i 1956.

### Ús del material descartat
Després del muntatge de Patton quedà un munt de material rodat i descartat; al qual no es trigà a trobar utilitat. Els descarts de Patton van emprar-se per a les escenes de batalla de la pel·lícula feta per la televisió Fireball Forward, emesa el 1972. Va ser produïda pel mateix productor que Patton, Frank McCarthy, i amb guió d'Edmund North. Un dels intèrprets de Patton (Morgan Paull) hi apareixia, juntament amb Eddie Albert, Ben Gazzara i Ricardo Montalban. Tracta sobre un general que pren el comandament d'una divisió d'infanteria que té una taxa molt alta de baixes, que té reputació de ser un equip amb mala sort i que té un traïdor en el seu si.

### La banda sonora
La banda sonora de Patton, aclamada per la crítica, va ser composta i dirigida per Jerry Goldsmith. Goldsmith usà diversos mètodes innovadors per lligar la música amb la pel·lícula, com "tenint un bucle echoplex de sons enregistrats de triplets «cridant a la guerra»" interpretats per una trompeta per representar musicalment la creença del general Patton en la reencarnació. El tema principal consistia en una marxa simfònica acompanyada per orgue de tubs per representar la naturalesa militarista i profundament religiosa del protagonista.
La banda sonora de Patton va fer que Goldsmith guanyés una nominació a l'Oscar a la millor banda sonora i es troba entre les 25 millors bandes sonores de pel·lícules estatunidenques segons l'American Film Institute.

## Repartiment
- George C. Scott com General George S. Patton
- Karl Malden com General Omar Bradley
- Stephen Young com Capità Chester B. Hansen
- Michael Strong com Brigadier General Hobart Carver
- Michael Bates com Mariscal de Camp Bernard Montgomery
- Frank Latimore com a Tinent Coronel Henry Davenport
- Morgan Paull com Capità Richard N. Jenson
- Karl Michael Vogler com Mariscal de Camp Erwin Rommel
- John Barrie com Mariscal de l'Aire Arthur Coningham
- Siegfried Rauch com Capità Steiger
- Richard Münch com Coronel General Alfred Jodl
- John Doucette com Major General Lucian Truscott
- Paul Stevens com Coronel Charles R. Codman
- Jack Gwillim com  Mariscal de Camp Harold Alexander
- Gerald Flood com Mariscal en Cap de l'Aire Sir Arthur Tedder
- Ed Binns com General Walter B. Smith
- Peter Barkworth com Coronel John Welkin
- Lawrence Dobkin com Coronel Gaston Bell
- Lionel Murton com Capellà del Tercer Exèrcit James H. O'Neill
- David Healy com Clergue
- Douglas Wilmer com Major General Francis de Guingand
- James Edwards com Sergent William George Meeks
- Tim Considine com Caporal Charles Kuhl
- Clint Ritchie com Capità de tancs
- Alan MacNaughtan com British briefing officer
- Harry Morgan com a senador Anti-Patton

## Curiositats
Rod Steiger, Lee Marvin, Robert Mitchum i Burt Lancaster declinaren interpretar el paper; per contra, John Wayne, que esperava interpretar-lo, va ser desestimat pel productor. Rod Steiger afirmaria que declinar l'oferiment va ser un gran error.
El productor Frank McCarthy era un brigadier general retirat que havia servit a l'estat major del general George Marshall durant la II Guerra Mundial; i treballà durant 20 anys per fer una pel·lícula sobre Patton.
John Huston, Henry Hathaway i Fred Zinnemann declinaren dirigir la pel·lícula. William Wyler acceptà, però diferia amb George C. Scott sobre el guió i abandonà el projecte.
Gairebé la meitat del pressupost va ser emprat per llogar soldats i equipament de l'exèrcit espanyol. Els avions alemanys que apareixen són la versió espanyola del Heinkel He 111, construïts sota llicència per CASA. Irònicament, portaven motor Rolls Royce Merlin, el mateix motor que portaven els Spitfires i els Hurricanes de la RAF durant la Segona Guerra Mundial.
El discurs inicial de Patton va ser el darrer en filmar-se, i inicialment estava previst que aparegués a l'inici de la segona meitat de la pel·lícula. Moltes de les frases van ser autènticament pronunciades per Patton; però no totes a l'hora, sinó que més aviat el discurs seria una recapitulació de sentències pronunciades del general. Això sí, gran part del discurs està inspirat en un discurs autèntic que Patton pronuncià davant del Tercer Exèrcit abans de desembarcar a Normandia.
Els tancs emprats en la batalla al nord d'Àfrica són de la postguerra. Els tancs alemanys són el tanc M47, del 1951, i els estatunidencs són el M48, de 1952. Irònicament, ambdós tipus s'anomenaven "Patton".
La invasió de Sicília via Siracusa que Patton descriu que va ser executada per Alcibiades al 415 aC en realitat va ser una vergonyosa derrota pels atenencs i Alcibiades va ser condemnat a mort com a traïdor.
El general Truscott diu a Patton que «Vostè és un atleta veterà, general, vostè sap que els reptes de vegades es posposen» fa referència al fer que Patton havia representat els Estats Units als Jocs Olímpics d'Estocolm 1912 competint en Pentatló Modern, finalitzant cinquè a la competició (curiosament, fallà a la competició de tir)
Karl Malden era 15 anys més jove que George C. Scott. En realitat, el general Bradley era 7 anys més jove que Patton.

## La seqüela
El 1986 es realitzà una seqüela per televisió, anomenada The Last Days of Patton, en la que Scott repetí el personatge de Patton. La pel·lícula es basava en les darreres setmanes de Patton, després de resultar greument ferit en un accident automobilístic, amb flashbacks de la seva vida.

## Premis i nominacions[10]
| Any  | Premi                | Categoria                   | Nominats                                                           | Resultat   |
| ---- | -------------------- | --------------------------- | ------------------------------------------------------------------ | ---------- |
| 1971 | Premis de l'Acadèmia | Millor pel·lícula           | Millor pel·lícula                                                  | Guanyador  |
| 1971 | Premis de l'Acadèmia | Millor actor                | George C. Scott                                                    | Guanyador  |
| 1971 | Premis de l'Acadèmia | Millor director             | Franklin J. Schaffner                                              | Guanyador  |
| 1971 | Premis de l'Acadèmia | Millor direcció artística   | Urie McCleary, Gil Parrondo, Antonio Mateos, Pierre-Louis Thévenet | Guanyadors |
| 1971 | Premis de l'Acadèmia | Millor muntatge             | Hugh S. Fowler                                                     | Guanyador  |
| 1971 | Premis de l'Acadèmia | Millor guió original        | Francis Ford Coppola, Edmund H. North                              | Guanyadors |
| 1971 | Premis de l'Acadèmia | Millor banda sonora         | Jerry Goldsmith                                                    | Nominat    |
| 1971 | Premis de l'Acadèmia | Millor so                   | Douglas O. Williams, Don J. Bassman                                | Guanyadors |
| 1971 | Premis de l'Acadèmia | Millors efectes visuals     | Alex Weldon                                                        | Nominat    |
| 1971 | Premis de l'Acadèmia | Millors fotografia          | Fred J. Koenekamp                                                  | Nominat    |
| 1971 | Globus d'Or          | Millor pel·lícula dramàtica | Millor pel·lícula dramàtica                                        | Nominat    |
| 1971 | Globus d'Or          | Millor actor dramàtic       | George C. Scott                                                    | Guanyador  |
| 1971 | Globus d'Or          | Millor director             | Franklin J. Schaffner                                              | Nominat    |
| 1971 | Premi BAFTA          | Millor actor                | George C. Scott                                                    | Nominat    |
| 1971 | Premi BAFTA          | Millor so                   | Don Hall, Douglas O. Williams, Don J. Bassman                      | Nominats   |